# Catedral de Guildford

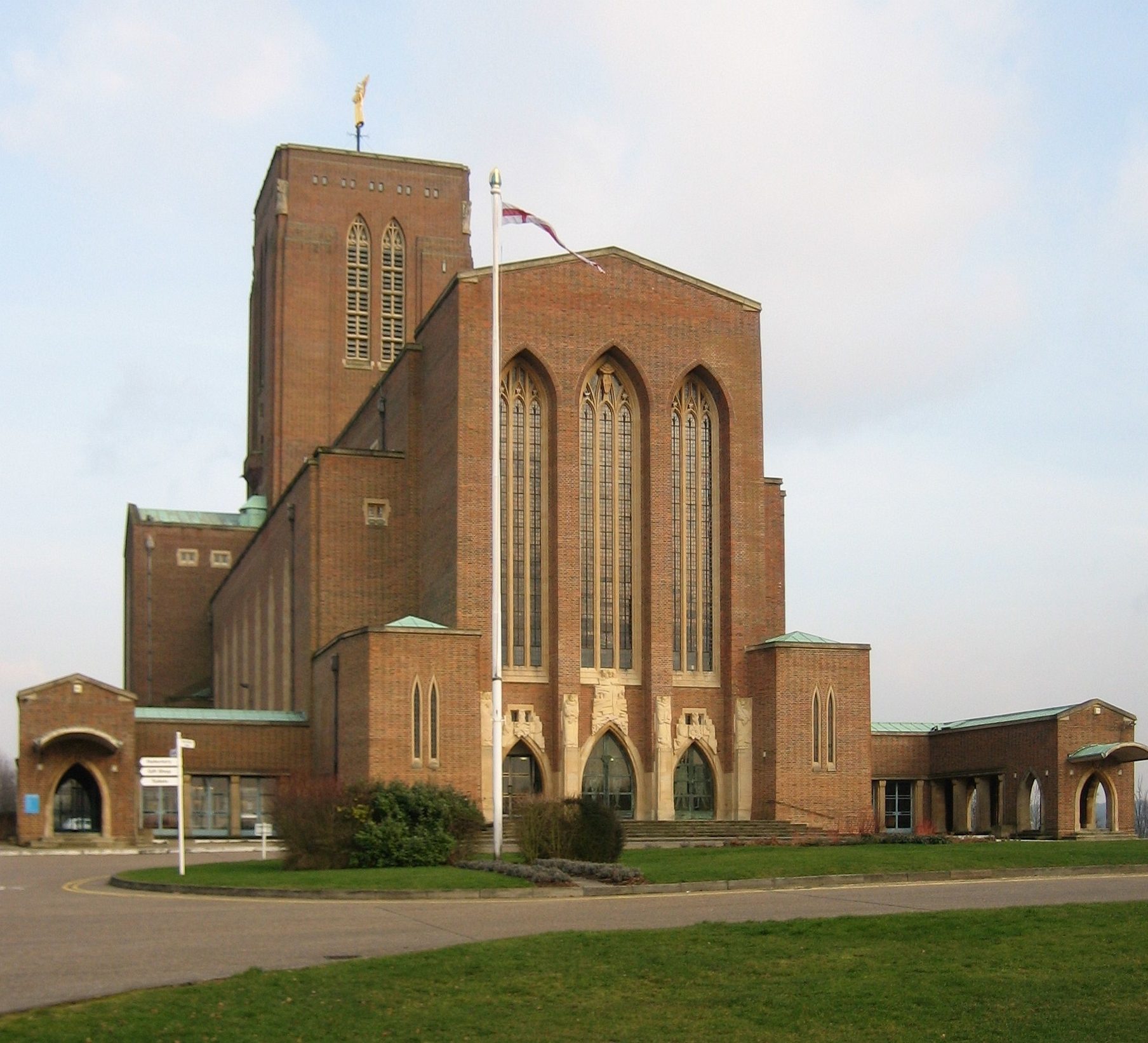
Catedral de Guildford.

A Igreja da Catedral do Espírito Santo, Guildford, normalmente denominada como Catedral de Guildford, é a catedral anglicana em Guildford, Surrey, Inglaterra. Richard Onslow cedeu os primeiros 6 acres de terreno onde fica a catedral, com o Visconde Bennett, um ex-primeiro-ministro do Canadá, adquirindo o terreno restante e doando-o para a catedral em 1947. Projetado por Edward Maufe e erguida entre 1936 e 1961.